# Bouguer (cráter)
Este artículo es sobre el cráter lunar; para el  cráter de Marte, ver Bouger (cráter de Marte).
Bouguer es un cráter de impacto lunar que yace a lo largo del borde sur del Mare Frigoris, al norte del cráter Bianchini. Al oeste-suroeste de Bouguer, a lo largo de la misma orilla del mare, está el cráter Foucault. Casi al oeste aparece el más prominente Harpalus, y también al oeste se haya La Condamine.

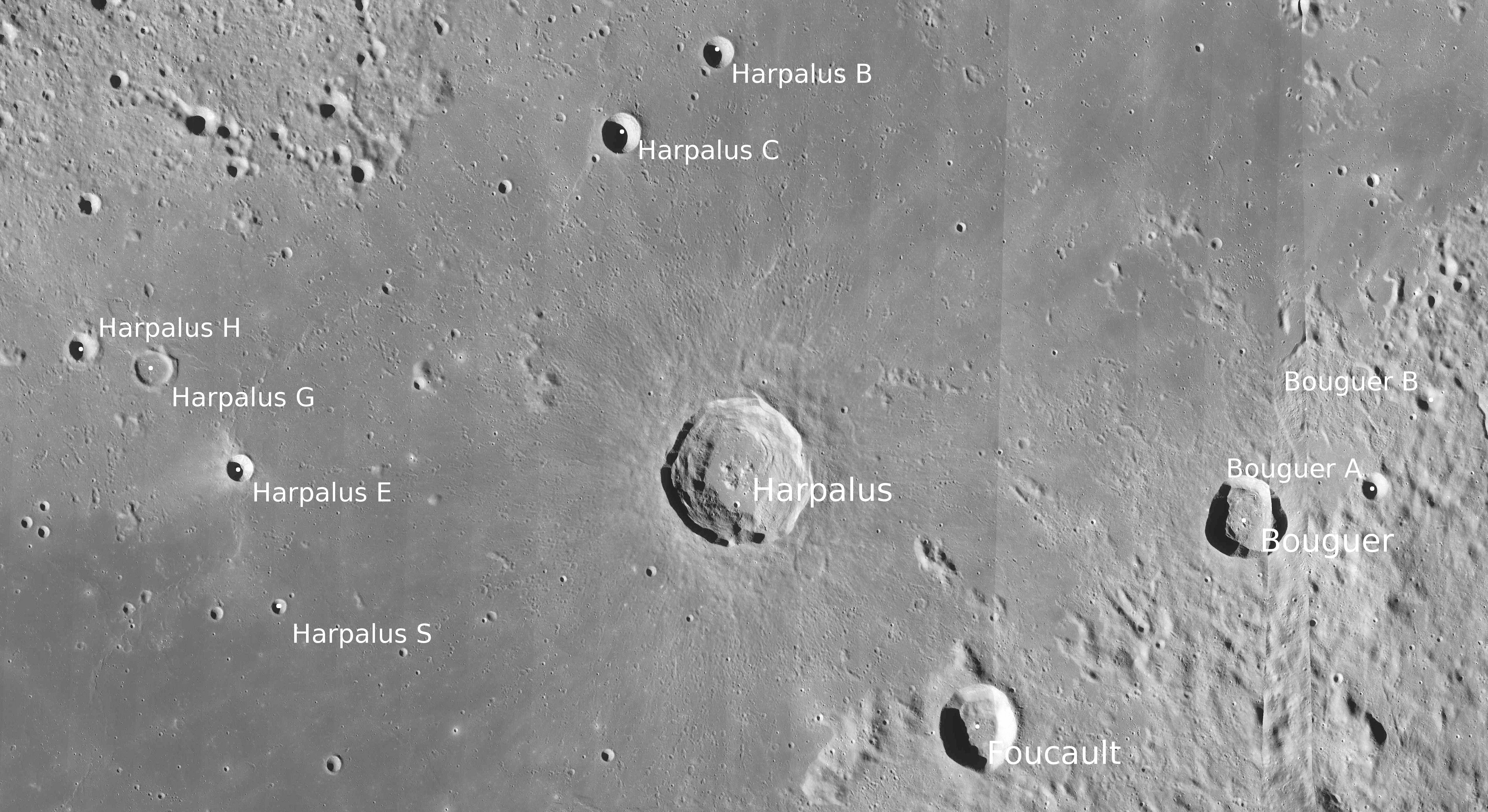
Vista de Bouger y su entorno (LROC) (parte derecha de la imagen)

Es un cráter relativamente joven con el borde bien definido. La formación es relativamente circular, pero  hay unos leves abultamientos exteriores al este, al norte-noroeste, y al suroeste. Hay alguna evidencia de desplomes en saliente oriental. El piso interior ocupa la mitad del diámetro del cráter, es relativamente llano y está libre de accidentes.

## Cráteres satélite
Por convención estos elementos se identifican en los mapas lunares colocando la letra en el lado del punto central del cráter más cercano a Bouguer.
|         | \| Bouguer \| Coordenadas \| Diámetro \| \| ------- \| ----------------------------- \| -------- \| \| A \| 52°30′N 33°48′O / 52.5, -33.8 \| 8 km \| \| B \| 53°18′N 33°00′O / 53.3, -33.0 \| 7 km \| |          |
| Bouguer | Coordenadas | Diámetro |
| A       | 52°30′N 33°48′O / 52.5, -33.8 | 8 km     |
| B       | 53°18′N 33°00′O / 53.3, -33.0 | 7 km     |